# Los cinco cubanos presos en los Estados Unidos

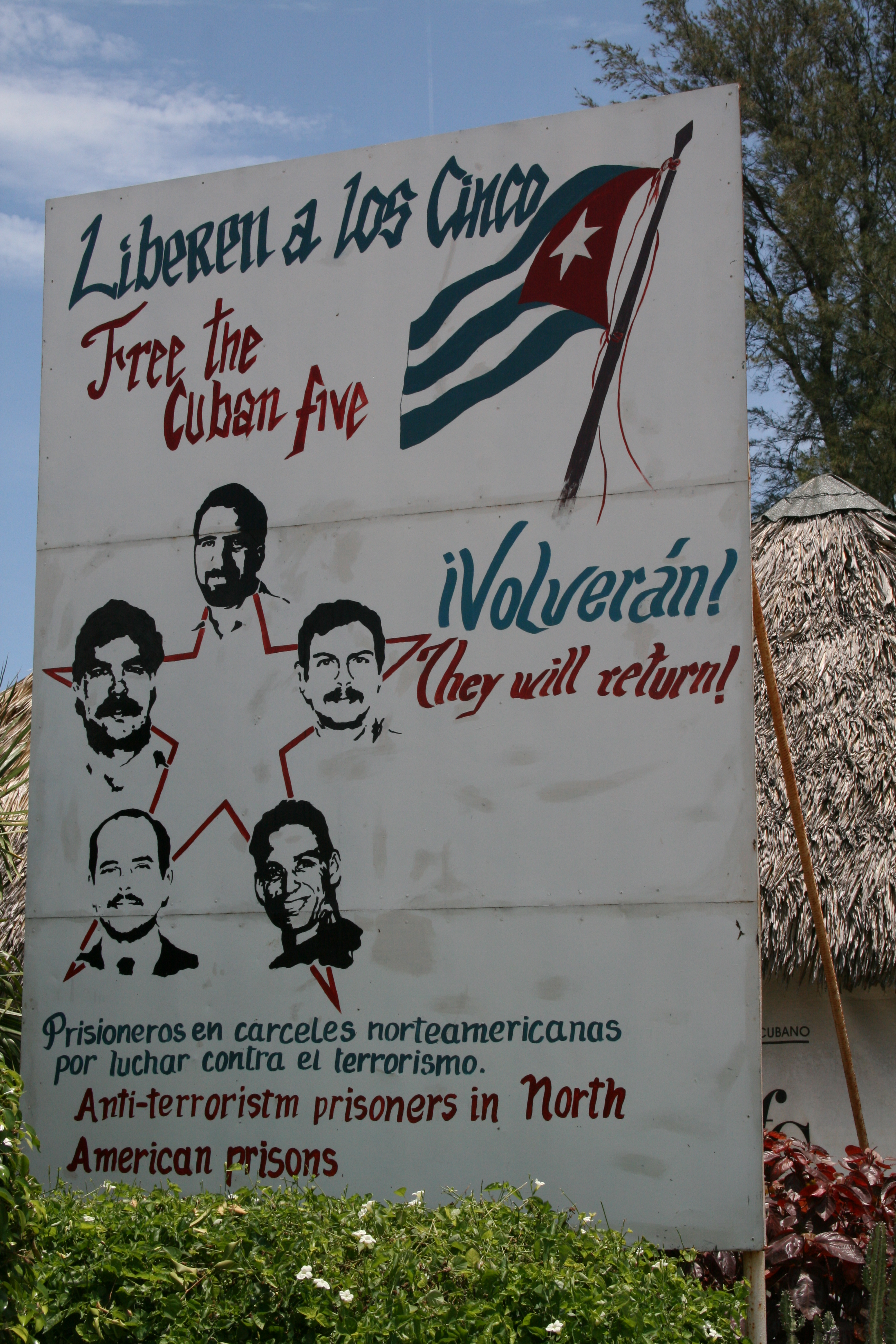
Cartel en apoyo a los cinco cubanos presos.

Los cinco espías cubanos presos en Estados Unidos, también conocidos en inglés como los «Miami Five», son cinco oficiales de inteligencia cubanos que fueron arrestados en septiembre de 1998 y posteriormente condenados de forma controvertida en Miami por justicia estadounidense bajo los cargos de conspiración para cometer espionaje, conspiración para cometer asesinato, actuar como agente de un gobierno extranjero y otras actividades ilegales en los Estados Unidos. Los Cinco estaban en los Estados Unidos para observar e infiltrarse en los grupos de cubano americanos: Alpha 66, los Comandos F4, la Fundación Nacional Cubano Americana y Hermanos al Rescate. Formaban parte de La Red Avispa.
El gobierno cubano reconoció que los cinco eran agentes de inteligencia en 2001, después de negarlo durante tres años. Dijo que estaban espiando a la comunidad de exiliados cubanos de Miami, no al gobierno de los Estados Unidos. Cuba dice que los hombres fueron enviados al sur de la Florida a raíz de varios atentados en La Habana organizados supuestamente por elanticomunista cubano Luis Posada Carriles, un ex operativo de la Agencia Central de Inteligencia.
Los Cinco apelaron sus convicciones y las preocupaciones sobre la imparcialidad de su juicio recibieron atención internacional. Un panel de tres jueces de la Corte de Apelaciones del Onceno Circuito en Atlanta anuló sus condenas en 2005, citando los "prejuicios" de los cubanos anticastristas de Miami, pero la corte completa negó la oferta de los cinco para un nuevo juicio y restableció las condenas originales. En junio de 2009, la Corte Suprema de los EE. UU. se negó a revisar el caso.
En Cuba, los Cinco no son vistos por el gobierno como espías.
René González fue puesto en libertad el 7 de octubre de 2011, habiendo cumplido trece años de su sentencia, con tres años de libertad condicional en los Estados Unidos. Se le permitió regresar a Cuba para el funeral de su padre el 22 de abril de 2013, y un juez federal le permitió quedarse allí siempre que renunciara a su ciudadanía estadounidense. Fernando González fue liberado el 27 de febrero de 2014. Los miembros restantes fueron liberados el 17 de diciembre de 2014, en un intercambio de prisioneros con Cuba por un oficial de inteligencia estadounidense, identificado por un estadounidense de alto rango como Rolando Sarraff Trujillo. El intercambio de prisioneros coincidió con la liberación del contratista estadounidense Alan Phillip Gross, aunque los gobiernos calificaron la liberación de Gross como no relacionada con el intercambio de prisioneros. Algunos observadores vieron estos eventos como un primer paso en la relajación de las relaciones políticas entre los Estados Unidos y Cuba, conocido como el Deshielo cubano.
La película La Red Avispa refleja parte de los hechos relacionados con los cinco cubanos.

## Miembros
- Antonio Guerrero Rodríguez (Miami, 1958) ingeniero en Construcción de aeródromos, poeta, tres hijos, agente de la DGI (Dirección de Inteligencia) de Cuba. Sentenciado a 22 años de prisión.
- Fernando González Llort (La Habana, 1963), casado, graduado del Instituto de Relaciones Internacionales (ISRI), del Ministerio de Relaciones Exteriores de Cuba y el Minint, agente de la DGI. Sentenciado a 18 años de prisión. El 27 de febrero de 2014, tras cumplir una condena de 17 años y 9 meses, fue liberado de la cárcel de Safford, Arizona, para ser deportado a Cuba.[13] Actualmente es Vicepresidente del Instituto Cubano de Amistad con los Pueblos.
- Gerardo Hernández Nordelo (La Habana, 1965), casado, tres hijos, graduado del ISRI, caricaturista y agente de la DGI. Sentenciado a dos cadenas perpetuas más 15 años de prisión. Liberado gracias a los acuerdos del 17 de diciembre de 2014.
- Ramón Labañino Salazar (La Habana, 1963), casado, tres hijas, graduado de Licenciatura en Economía en la Universidad de La Habana y agente de la DGI. Sentenciado a 30 años de prisión.
- René González Sehwerert (Chicago, 1956), casado, dos hijas, piloto e instructor de vuelo y agente de la DGI. Sentenciado a 15 años de prisión, liberado a los 12 años; en octubre de 2011 comenzó a cumplir tres años de probatoria en Miami, Estados Unidos, a pesar de que era su voluntad regresar inmediatamente a su casa en Cuba.

## Desarrollo

### Antecedentes y detención
Desde el inicio de la Revolución cubana, grupos opositores llevaron a cabo actos terroristas en contra del nuevo régimen socialista. Los más conocidos son el fallido intento de invasión de la Bahía de Cochinos, donde los combatientes cubanos contrarrevolucionarios fueron apoyados por aviones estadounidenses (los restos de un B-26 están todavía expuestos frente al Museo de la Revolución en La Habana) y la voladura del vuelo 455 de Cubana de Aviación en 1976 (73 civiles muertos) por parte de Luis Posada Carriles (agente cubano de la CIA). Los oponentes al gobierno cubano prefieren calificar a hechos de este tipo de "actos de defensa".
Los cinco cubanos son agentes de La Habana infiltrados en los medios opositores de Miami (EE. UU.). La misión oficial de los cinco era recopilar información.
16 y 17 de junio de 1998: Las autoridades de la Seguridad del Estado cubano, en un intercambio con el FBI, le entregan 230 páginas sobre las actividades terroristas contra Cuba, cinco videocasetes con conversaciones e informaciones transmitidas por las cadenas de televisión sobre acciones terroristas contra Cuba y ocho casetes de audio, ascendentes a 2 horas y 40 minutos, sobre conversaciones telefónicas de terroristas centroamericanos con sus mentores en el exterior. El FBI reconoce estar impresionado por la abundancia de pruebas y responde que dará respuesta en dos semanas. Respondió con la detención de los cinco cubanos el 12 de septiembre de 1998.
Grupos opositores afirman que el derribo de 2 avionetas de la organización Hermanos al Rescate por parte de la fuerza aérea de Cuba fue posible gracias a la información transmitida por los agentes cubanos en Miami. Los grupos opositores afirman que las avionetas fueron derribadas en aguas internacionales, mientras que el Gobierno cubano afirma que lo fueron en el espacio aéreo cubano, después de varias advertencias.
El gobierno estadounidense acusó a los agentes cubanos de trabajar en territorio estadounidense al servicio de la inteligencia de una nación extranjera. El gobierno de Cuba alega que envió a estos cinco agentes únicamente para infiltrarse en grupos terroristas y así obtener información acerca de futuros actos de este tipo contra Cuba, y poder prevenirlos.
En su juicio, la parte acusadora presentó pruebas de infiltración en instalaciones militares de EE. UU. (Key West Naval Air Station), e intentos de penetración en las instalaciones en Miami del US Southern Command. Según las pruebas presentadas, los agentes infiltrados en la base enviaron al gobierno cubano informes detallados sobre el movimiento de aviones y personal militar, y descripciones de las instalaciones. Pero dichas pruebas fueron clasificadas secretas, según la Ley de Procedimientos de Información Clasificada de EE. UU.
Buena parte de dichas pruebas secretas era propiedad de los propios detenidos, incluyendo fotos familiares, cartas personales y recetas de cocina.
Por esta circunstancia, la organización Amnistía Internacional declaró en un comunicado que "durante el juicio no se presentó ninguna prueba que demostrase que los acusados realmente hubieran manejado o transmitido información clasificada".
Además, la organización denunció que los acusados "tuvieron un acceso limitado a sus abogados y a documentación, lo que podría haber menoscabado su derecho a la defensa".

### Juicio
El proceso comenzó en la ciudad de Miami, en otoño del 2000 y terminó siete meses después, en junio del 2001. Comparecieron más de 70 testigos. Este juicio fue el juicio de mayor duración en Estados Unidos en los momentos en que tuvo lugar. Se necesitaron 119 volúmenes de transcripciones, cajas de documentos de prueba, y 15 volúmenes solo de narraciones de hechos previos al juicio.
Los cinco fueron condenados en diciembre de 2001. El principal acusado, Gerardo Hernández, fue condenado a dos cadenas perpetuas. Otros dos, Antonio Guerrero Rodríguez y Ramón Labañino recibieron cadena perpetua también. Fernando González y René González fueron condenados a 19 y 15 años, respectivamente. Esas eran todas las máximas sentencias en todos los casos.
Se presentaron 26 cargos por separado contra los cinco, de los cuales 24 eran cargos relativamente menores y más bien técnicos. Pero dos eran graves, pues cada uno de ellos implicaba la cadena perpetua.
Uno de los otros 24 cargos fue el no registrarse como agentes extranjeros ante la Fiscalía General de los Estados Unidos. Los acusados aceptaron este cargo. Sin embargo, trataron de explicar que bajo una doctrina de las propias leyes estadounidenses, conocida como la Defensa de Necesidad, ellos debían ser eximidos por no haber cumplido con ese tecnicismo, puesto que su misión implicaba la protección de vidas humanas, evitar daños a propiedades y prevención de actos terroristas.
El 9 de agosto de 2005 el XI Circuito de Apelaciones de Atlanta revocó sus condenas y ordenó un nuevo juicio, pero los cinco continuaron en prisión. Un año después el pleno de esa misma corte por mayoría rechazó esa decisión, ratificó las condenas, negó la realización de un nuevo juicio y ordenó enviar nuevamente el caso al panel para la consideración de los restantes aspectos.
Los dos miembros del panel con derecho a participar en la votación, Byrch y Kravitch, se opusieron a dicha decisión y reiteraron que “este era un caso excepcional en el que se impone un cambio de sede de condado debido al prejuicio latente en la comunidad, que hace imposible conformar un jurado imparcial”. Con este fallo, el XI Circuito ratificó la decisión de la corte de Miami de negar las mociones presentadas por la defensa para cambiar la sede de condado y realizar un nuevo juicio. Así permanecen confinados en cárceles de máxima seguridad.
Las autoridades del gobierno cubano plantean que el juicio se realizó bajo condiciones no propicias para los cinco, y bajo las presiones de estas organizaciones opositoras, por lo que consideran el proceso como injusto. De la misma manera se ha pronunciado la organización Amnistía Internacional.

### Proceso de apelación
En el mes de diciembre de 2001 se produjo el primer paso del proceso apelativo de los cinco, quienes fueron sentenciados por la juez federal Joan A. Lenard, quien había celebrado el juicio en la Corte Federal del Distrito Sur de Florida (en la ciudad de Miami). Las audiencias de sentencias no se realizaron el mismo día. Gerardo Hernández fue sentenciado el miércoles 12 de diciembre; Ramón Labañino, el jueves 13; René González, el viernes 14; Fernando González, el martes 18; y Antonio Guerrero, finalmente, el viernes 27.
Teniendo como precedente la decisión de la Corte Suprema de Estados Unidos en el caso Pamplin vs. Masón, en que esta falló que no se puede juzgar a nadie en un lugar donde existan comprobados y masivos prejuicios sobre las personas a juzgar, solicitan se anule el juicio y se celebre otro en una nueva sede, fuera de la ciudad de Miami, donde es conocido que existe una profunda hostilidad contra los revolucionarios cubanos, que es el caso de los jóvenes encarcelados.
Si la Corte de Apelaciones de Atlanta anulara el juicio anterior y se realizara uno nuevo fuera de la ciudad de Miami, respetando las reglas del debido proceso, se podría contar con un jurado imparcial, que no estuviera lastrado por prejuicios políticos y sometido a presiones de toda índole, lo que permitiría comprobar la inocencia de los cinco cubanos de los graves cargos que se les imputan.
Entre los meses abril y mayo de 2003, los abogados de la defensa presentaron sus alegatos de apelación ante el Onceno Circuito del Tribunal de Apelaciones de Atlanta.
Los argumentos de principio de la defensa fueron los siguientes:
- A los acusados se les negó un juicio justo, ya que Miami era una sede en la cual ellos no podían recibir una consideración justa de su caso.
- La conspiración para cometer espionaje no fue probada, más allá de una duda razonable.
- La conspiración para cometer asesinato por parte de Gerardo Hernández no fue no solo no probada más allá de una duda razonable (como fue concedido por el gobierno), sino que el cargo no tiene precedente en el derecho norteamericano, ya que el derribo de las avionetas fue un acto de un Estado protegiendo su soberanía, su tierra y su pueblo.
- Las sentencias fueron excesivas y en violación de las orientaciones apropiadas.
- Los procedimientos secretos invocados por el gobierno y la conducción del juicio fueron violaciones fundamentales de la Constitución de Estados Unidos.
- Cualquier acto realizado por los cinco acusados, todos ellos sin uso de armas y relacionados con un supuesto espionaje, estaban justificados por la Doctrina de la Necesidad, y por lo tanto, son excusables en Derecho.

### Liberación

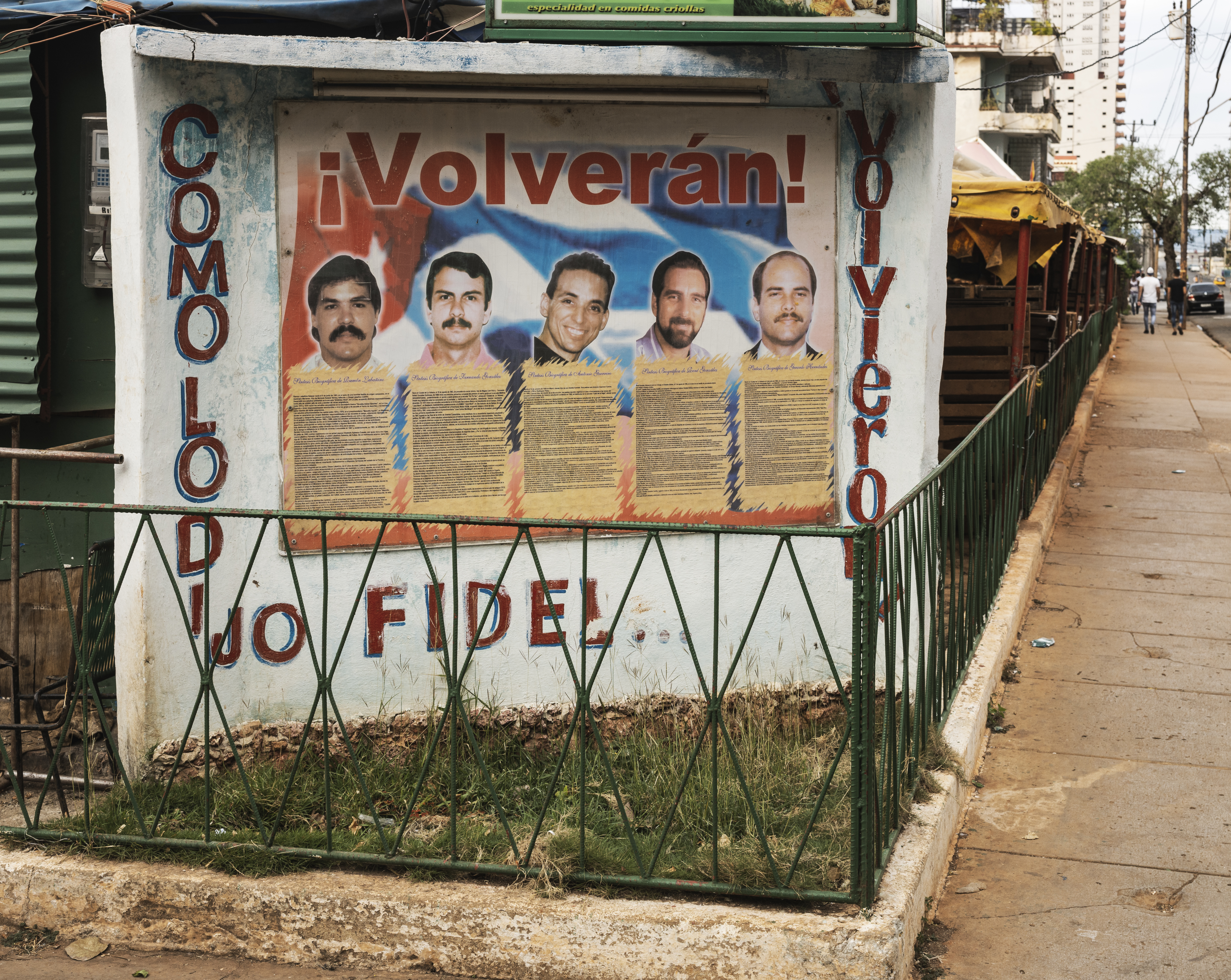
Panel a favor de los Cinco cubanos presos en EE. UU. en el barrio de El Vedado en La Habana.

René González fue liberado el 7 de octubre de 2011, tras cumplir su condena de 13 años con otros 3 de libertad condicional en los Estados Unidos. En el 2012 recibe un permiso para visitar Cuba por 15 días y ver a su hermano Roberto, quien había sido uno de los abogados de su defensa y agonizaba de cáncer. Se le permitió regresar nuevamente a Cuba para el funeral de su padre el 22 de abril de 2013, esta vez de forma definitiva, ya que la jueza federal Joan Lenard le permitió quedarse ahí tras la renuncia a su ciudadanía estadounidense.
Fernando González fue liberado el 27 de febrero de 2014.
Los restantes tres miembros del grupo fueron liberados el 17 de diciembre de 2014, en un intercambio de prisioneros con Cuba por el oficial de inteligencia estadounidense Rolando Saraff Trujillo; la liberación coincidió con la liberación "humanitaria" por Cuba del contratista estadounidense Alan Gross, a pesar de que los gobiernos afirmaron que dicha liberación no estuvo relacionada con la de los prisioneros cubanos.

## Crítica internacional
Después de su condena, hubo una campaña internacional para que el caso sea apelado. En los Estados Unidos, la campaña fue representada más notoriamente por el Comité Nacional para Liberar a los Cinco Cubanos, que estaba representado en veinte ciudades de EE. UU. y más de treinta países.
El 27 de mayo de 2005, la Comisión de Derechos Humanos de las Naciones Unidas adoptó un informe de su Grupo de Trabajo sobre Detenciones Arbitrarias en el que expone sus opiniones sobre los hechos y circunstancias del caso y hace un llamamiento al gobierno de los EE. UU. para que solucione la situación.
Ocho ganadores internacionales del Premio Nobel escribieron y enviaron un documento al fiscal general de los EE. UU. Pidiendo la libertad de los Cinco Cubanos, firmado por Zhores Alferov (Premio Nobel de Física, 2000), Desmond Tutu (Premio Nobel de la Paz, 1984), Nadine Gordimer (Premio Nobel de Literatura, 1991), Rigoberta Menchú (Premio Nobel de la Paz, 1992), Adolfo Pérez Esquivel (Premio Nobel de la Paz, 1980), Wole Soyinka (Premio Nobel de Literatura, 1986), José Saramago (Premio Nobel de Literatura, 1996), Günter Grass (Premio Nobel de Literatura, 1999). En el Reino Unido, entre otras acciones, 110 miembros del Parlamento escribieron una carta abierta al fiscal general de EE. UU. En apoyo de los Cinco.
Amnistía Internacional criticó el tratamiento de los Cinco Cubanos por parte de Estados Unidos como "innecesariamente punitivo y contrario tanto a las normas para el trato humano de los presos como a la obligación de los Estados de proteger la vida familiar", ya que las esposas de René González y Gerardo Hernández se les negaron las visas para visitar a sus maridos encarcelados. Amnistía dijo a principios de 2006 que estaba "siguiendo de cerca el estado de las apelaciones en curso de los cinco hombres sobre numerosos asuntos que desafían la imparcialidad del juicio y que aún no han sido abordados por los tribunales de apelación". El gobierno de EE. UU. respondido a estas afirmaciones, afirmando que los presos han recibido más de cien visitas de miembros de la familia a quienes se otorgaron visas. El gobierno sostiene que las esposas de González y Hernández son miembros de la Dirección de Inteligencia Cubana y, por lo tanto, representan un riesgo para la seguridad nacional de los Estados Unidos:

## Coloquios en Cuba

### VII Coloquio Internacional
El 17 de noviembre de 2011 por séptima ocasión se reúnen en Holguín (Cuba) miembros de varios países reclamando la liberación de los cinco cubanos presos en cárceles estadounidenses.
Junto a cerca de 500 delegados se encontraban los familiares de los reclusos para exigir la excarcelación de los mismos y el regreso de René González quien cumple libertad supervisada en territorio estadounidense.
Con el evento se solidarizaron varias personalidades internacionales como el exfiscal general de Estados Unidos Ramsey Clark, dando palabras de aliento y apoyo incondicional.
El programa del VII Coloquio Internacional incluyó un foro de Internet para analizar la situación actual del caso, mientras que un panel de especialistas respondió a interrogantes de los internautas.
Protagonizar una campaña de envío masivo de cartas al presidente estadounidense Barack Obama desde todo el mundo y movilizar a instituciones religiosas, estadounidenses y extranjeras, para que se sumen a las actividades, es otro de los llamados de los asistentes al VII Coloquio.
La mañana del 19 de noviembre de 2011 Holguín amaneció con sus espacios inundados por mujeres reclamando la inmediata liberación de los Cinco, así comenzó una impresionante jornada que marca el cierre del VII Coloquio Internacional.

### X Coloquio
El X Coloquio Internacional por la Liberación de los Cinco Héroes y contra el Terrorismo, efectuado el 11 y 12 de septiembre de 2014 en La Habana, con la presencia de 266 delegados en representación del Movimiento de Solidaridad con Cuba en 45 países, se celebró en un contexto significativo; Fernando y René, Héroes de la República de Cuba están de regreso en su Patria, luego de cumplir hasta el último minuto sus condenas. 
Se constata el fortalecimiento y la madurez que ha alcanzado el Movimiento de solidaridad con los Cinco a nivel mundial, expresado en la calidad de las acciones e iniciativas llevadas a cabo, así como en el alcance de las mismas. El reto principal continúa siendo llegar con esa energía y experiencia acumuladas a las estructuras de poder de los Estados Unidos, centro decisorio para la solución de la situación de Gerardo, Ramón y Antonio a cabo, así como en el alcance de las mismas.